# 高松琴平電気鉄道950形電車
高松琴平電気鉄道950形電車（たかまつことひらでんきてつどう950かたでんしゃ）は、高松琴平電気鉄道に在籍した通勤形電車である。

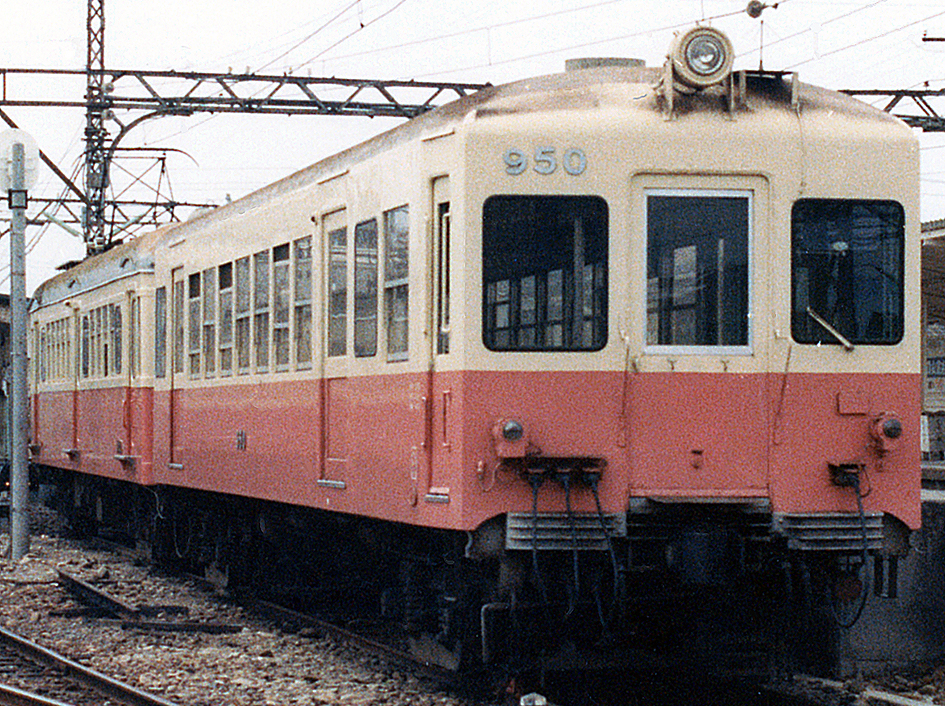
高松琴平電気鉄道950形950（+740形740）

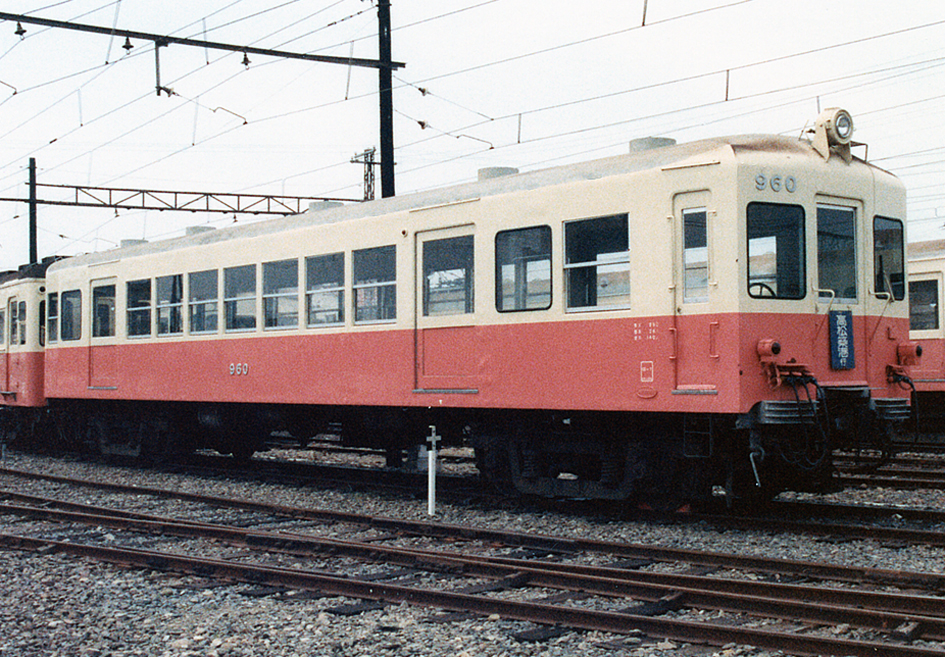
高松琴平電気鉄道950形960（+20形24）

もと日本国有鉄道（国鉄）オハ31形客車で、1927年（昭和2年）川崎造船所もしくは1928年（昭和3年）新潟鉄工所製。1966年（昭和41年）に車体を新造の上で入籍した。制御客車の950・960の2輌が在籍していたが、1984年（昭和59年）、1997年（平成9年）に廃車になった。

## 概要
車両の不足および木造車両の淘汰を行うため、1964年（昭和39年）に国鉄から鋼製客車のオハ31 137・299を購入した。
当初、仏生山工場で、車体はそのままでデッキ部分を運転室に改造し、客室部に客用扉を2箇所新設する予定だった。しかし、同じ頃に入線した阪神電鉄881形（30形（2代）・50形（2代））および玉野市モハ100形（750形）の改造・整備が優先されたため、こちらの改造は一旦中止となった。
阪神車と玉野車の整備が一段落した1966年に工事を再開したが、内容は全面的に見直され、台枠のみを流用し車体は新製することになった。この結果、同年7月に137が950,8月に299が960として竣工した。
改造後の車体は、窓配置がC3'-d2D7D1.1,室内はロングシートである。屋根は雨樋がなく、扉上部に水切りが取り付けられたのみである。ベンチレータは、当時の琴電更新車に多かった独特の筒形となっている。
しかし、台枠の改造は行なわなかった。近代的な外観とは裏腹に、魚腹台枠という組合せとなった。
また、車体両端の旧デッキ部分の車体幅が絞られ、妻面は3つ折妻でアンチクライマーつきとなり、この点が車両の出自を匂わせた。
琴平線に配置されたが、固定編成は組まず、おもに20形（3代）と編成を組んだ。1983年（昭和58年）に1013形が入線すると、950は1017と固定編成となった。当初1017との間は貫通幌がなかったが、後に取りつけられた。1100形が入線した1997年7月に廃車になった。
一方、960は1984年に1070形が入線したことに伴い、廃車になった。

## 参考資料
- 宮崎光雄「私鉄車輌めぐり[69] 高松琴平電気鉄道（下）」、鉄道ピクトリアル191号、電気車研究会、1966年12月
- 真鍋裕司「私鉄車輌めぐり[121] 高松琴平電鉄（下）」、鉄道ピクトリアル404号、電気車研究会、1982年6月